# Tonopah (Nevada)
Pour les articles homonymes, voir Tonopah.
Tonopah est une ville des États-Unis située dans l’État du Nevada. C'est le siège du comté de Nye et elle a le statut de ville non incorporée. Sa population était de 2 478 habitants lors du recensement de 2010.

## Toponymie
Le nom viendrait des mots shoshones to-nuv (une plante nommée la chamise) et pa, signifiant « eau ». 

## Géographie

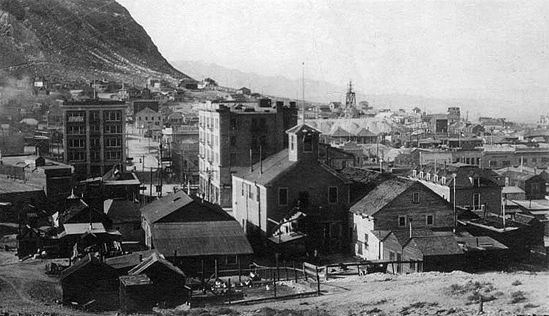
Tonopah en 1913.

Tonopah est localisée à la jonction des U.S. Route 6 et U.S. Route 95.
Selon le Bureau du recensement des États-Unis, la superficie de Tonopah est de 42 km2, elle est exclusivement constituée de terres.

## Histoire
La ville a été fondée en 1901 par James Butler, qui venait d'y trouver de l'argent. Il donna à son l'établissement un nom en langue shoshone qui se prononçait « TOE-nuh-pah » et qui, pensait-il, signifierait « source cachée ». Jusqu'en 1905 la ville portait aussi le nom de « Butler City » mais celui-ci a été délaissé par la population.
Depuis 1905, Tonopah est la capitale administrative du comté de Nye. Pendant la Seconde Guerre mondiale, un aéroport y a été construit pour la formation des pilotes de bombardiers, il a aujourd'hui un usage civil. Les habitants de la ville gardent un fort attachement aux forces aériennes. En 1993 un mémorial a été érigé en l'honneur des pilotes de bombardiers qui ont participé à la Seconde Guerre du Golfe. 

## Démographie
| Groupe            | Tonopah | Nevada | États-Unis |
| ----------------- | ------- | ------ | ---------- |
| Blancs            | 89,8    | 66,2   | 72,4       |
| Métis             | 3,0     | 4,7    | 2,9        |
| Autres            | 2,7     | 12,0   | 6,2        |
| Afro-Américains   | 2,9     | 8,1    | 12,6       |
| Amérindiens       | 0,9     | 1,2    | 0,9        |
| Asiatiques        | 0,5     | 7,2    | 4,8        |
| Océaniens         | 0,3     | 0,6    | 0,2        |
| Total             | 100     | 100    | 100        |
|                   |         |        |            |
| Latino-Américains | 8,7     | 26,5   | 16,7       |

Selon l'American Community Survey, pour la période 2011-2015, 95,46 % de la population âgée de plus de 5 ans déclare parler l'anglais à la maison, 4,19 % l'espagnol et 0,36 % une langue amérindienne.

## Culture
La petite ville abrite un musée à ciel ouvert dans lequel sont exposés des objets et des outils utilisés pour l'extraction de l'or et de l'argent. On y trouve également l'hôtel Mizpah. Cet établissement hôtelier a été inscrit au Registre national des lieux historiques le 7 juillet 1978. Il date de l'époque de la fondation de la ville et évoque le Far West mythique.  
La ville de Tonopah apparaît en photographie dans l’album de  Lucky Luke Le Grand Duc (1973). 
Le 73e sénateur américain Key Pittman a séjourné dans cet hôtel, il y est mort congelé dans une baignoire recouverte de glaçons. L'hôtel a la réputation d'être hanté par le fantôme de Pittman et l'équipe de la série télévisée Ghost Adventures a visité le bâtiment en 2011 pour s'en inspirer. 

## Anecdote
Une zone de Tonopah a servi pour le tournage de la série de Cartoon Network Ellen's Acres (en).